# Günther Hennerici
Günther Hennerici (* 10. September 1924 in Mayen; † 26. Juli 2000 ebenda) war ein deutscher Unternehmer und Motorsport-Teamchef.

## Leben
Hennerici war Miteigentümer von Eifelland, einem Unternehmen, das Wohnwagen herstellte, als er Ende der 1960er-Jahre begann, ein eigenes Rennteam aufzubauen. Vorerst war das Team in der Formel 2 engagiert, aber 1972 stieg Hennerici mit einem eigenen Rennwagen auf March-Basis als Team Eifelland Caravans in die Formel-1-Weltmeisterschaft ein.
Das Projekt war nur von kurzer Dauer, und nach dem Verkauf seiner Anteile am Wohnwagen-Unternehmen zog er sich Mitte 1975 als Teamchef vom Rennsport zurück.
Als Mäzen und engagiert in der Nachwuchsförderung blieb er dem Motorsport jedoch treu. Schon in den 1960er-Jahren hatte er gute Kontakte zu Mike Kranefuß und Jochen Neerpasch, den späteren Motorsportchefs von Ford und BMW. Auch als Fahrer war er bei Veranstaltungen für historische Fahrzeuge immer wieder anzutreffen.
Hennerici, der mit der Rennfahrerin Hannelore Werner verheiratet war, starb im Sommer 2000 an einem Herzinfarkt.
Sein Zwillingsbruder Heinz Hennerici, ein ehemaliger Panzerkommandant aus dem Zweiten Weltkrieg, war ebenfalls Rennfahrer, obwohl er während des Krieges einen Arm verloren hatte. Hennericis Großneffe, Marc Hennerici, war ebenfalls Rennfahrer.